# Зло под солнцем (фильм)
«Зло под солнцем» (англ. Evil Under the Sun) — британский кинофильм 1982 года по мотивам одноимённого романа Агаты Кристи.
Второй из шести фильмов, где роль Эркюля Пуаро исполнил Питер Устинов. Первый — «Смерть на Ниле» 1978 года.

## Сюжет
Частный детектив, бельгиец Эркюль Пуаро, получает от страховой компании заказ на расследование дела о подмене ценнейшего бриллианта. Расследование приводит его на дивный островок посреди Адриатики, в роскошный отель «У Дафны», ранее летнюю резиденцию короля вымышленной страны Тиренн (в других переводах Тирании). Дафна Касл, владелица отеля, является бывшей метрессой короля, а сам отель — подарком короля «за заслуги». К уже находящейся в отеле супружеской паре Майре и Оделлу Гарднерам, продюсерам из Нью-Йорка, и Рексу Брюстеру, литератору, присоединяются молодой, привлекательный Патрик Редферн и его нервная, зажатая и робкая жена Кристина, а также завсегдатай отеля Кеннет Маршалл. Последнего сопровождают его дочь-подросток Линда и жена Арлена Маршалл, урождённая Стюарт, некогда популярная актриса.
Манерно-высокомерная Арлена Маршалл быстро вызывает к себе всеобщую антипатию: на виду у всех она флиртует со спортивным, натренированным Патриком Редферном, которому льстят ухаживания зрелой женщины. В результате этого у жены Патрика Кристины, чувствительной артистической натуры, из-за слабого здоровья лишённой возможности принимать участие в летних развлечениях, развивается настоящий комплекс неполноценности. До Кеннета Маршалла, солидного и чистосердечного, с трудом доходит факт очевидной неверности его супруги. Но и после того, как он убедился в том, что стал рогоносцем, он придерживается принципа «пока смерть нас не разлучит», несмотря на постоянные придирки новой мачехи Арлены к его дочери Линде. Дафна, когда-то соперница Арлены на сцене и всё ещё питающая к ней довольно враждебные чувства, принимает сторону Кеннета и его дочери, которую она искренне любит. Майра и Оделл Гарднер, напротив, отчаянно стараются получить согласие знаменитой когда-то дивы на участие в их новой постановке, это предложение она резко отвергает, указав на своё новое гражданское состояние. Но так как права на шоу уже проданы вместе с привлекательным именем «Арлена Стюарт», этим второразрядной продюсерам угрожает банкротство.
Нечистоплотный репортёр Рекс Брюстер также находится на грани финансовой катастрофы: не в последнюю очередь благодаря своим закулисным связям в мире шоу-бизнеса, он только что завершил написание биографии бывшей иконы Бродвея, опубликовав которую, он надеется поправить своё финансовое положение. Книга, однако же, изобилует пикантными подробностями, так что об авторизации произведения не может быть и речи. Кроме того, выясняется, что легкомысленная дама, выманившая у миллионера Ораса Блатта под ложным предлогом бриллиант, не собирается (или не может) его возвращать.
Так что, когда Арлену Маршалл находят задушенной в уединённой бухте, где она договорились встретиться с Патриком, у каждого из присутствующих имеется мотив для совершения преступления. Но также у каждого оказывается и железное алиби. И всё же Эркюлю Пуаро, с его замечательным криминалистическим чутьём, удаётся найти и разоблачить преступников.

## В ролях
- Питер Устинов — Эркюль Пуаро
- Колин Блейкли — Орас (Горацио) Блатт
- Джейн Биркин — Кристина Редферн
- Николас Клей — Патрик Редферн
- Мэгги Смит — Дафна Касл
- Родди Макдауэлл — Рекс Брюстер
- Сильвия Майлз — Майра Гарднер
- Джеймс Мэйсон — Оделл Гарднер
- Деннис Килли — Кеннет Маршалл
- Дайана Ригг — Арлена Стюарт-Маршалл
- Эмили Хоун — Линда Маршалл

## Роман и фильм
Сюжет романа Агаты Кристи изложен в фильме достаточно вольно. Место действия перенесено из Великобритании на Адриатическое море, в условную Югославию (Тиранию), название отеля изменено с «Весёлого Роджера» на «У Дафны». Общество в отеле стало в целом более «изысканным». Имена и профессии героев изменены: так, дама атлетического сложения Эмили Брюстер в фильме «стала мужчиной» — театральным критиком Рексом Брюстером; американские туристы Кэрри и Оделл Гарднер стали американскими театральными продюсерами Майрой и Оделлом Гарднер; старинная приятельница Кеннета Маршалла Розамунд Дарнли вообще исчезла в фильме, её сюжетная линия частично была использована для образа Дафны Касл. Более или менее соответствуют своим образам в романе главные персонажи — Эркюль Пуаро, семейство Стюартов, супруги Редферны. Однако в книге ничего нет о том, что Пуаро расследует подмену бриллианта, у Агаты Кристи он просто находится в отеле на отдыхе, сюжетная линия с бриллиантом добавлена в фильме.